# Grand Prix Formule 1 van Australië 2007

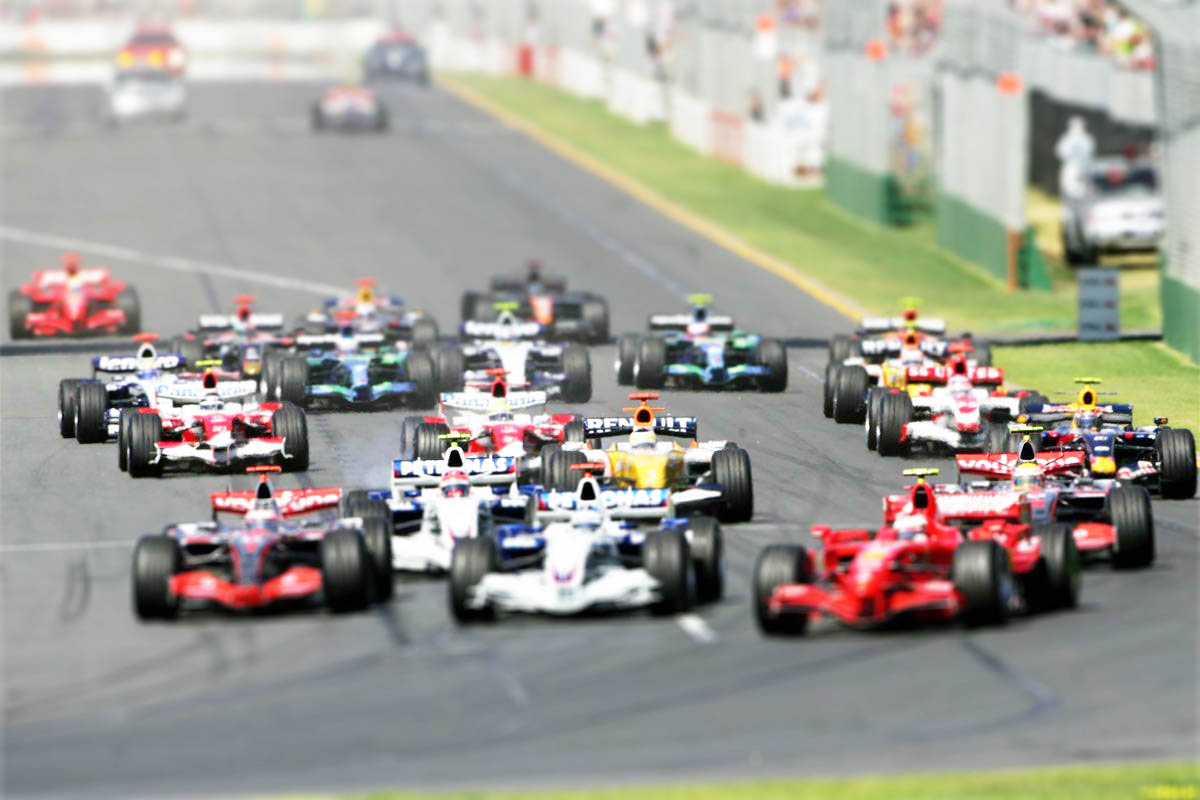

De Grand Prix Formule 1 van Australië 2007 werd gehouden op 18 maart 2007 op Albert Park in Melbourne.

## Uitslag
| Positie | Nummer | Rijder               | Team                 | Ronden | Tijd/Opgave     | Startplaats | Punten |
| ------- | ------ | -------------------- | -------------------- | ------ | --------------- | ----------- | ------ |
| 1       | 6      | Kimi Räikkönen       | Scuderia Ferrari     | 58     | 1:25:28.770     | 1           | 10     |
| 2       | 1      | Fernando Alonso      | McLaren - Mercedes   | 58     | +7.242          | 2           | 8      |
| 3       | 2      | Lewis Hamilton       | McLaren - Mercedes   | 58     | +18.595         | 4           | 6      |
| 4       | 9      | Nick Heidfeld        | BMW Sauber           | 58     | +38.763         | 3           | 5      |
| 5       | 3      | Giancarlo Fisichella | Renault              | 58     | +1:06.469       | 6           | 4      |
| 6       | 5      | Felipe Massa         | Scuderia Ferrari     | 58     | +1.06:805       | 22          | 3      |
| 7       | 16     | Nico Rosberg         | Williams - Toyota    | 57     | +1 Ronde        | 12          | 2      |
| 8       | 11     | Ralf Schumacher      | Toyota               | 57     | +1 Ronde        | 9           | 1      |
| 9       | 12     | Jarno Trulli         | Toyota               | 57     | +1 Ronde        | 8           |        |
| 10      | 4      | Heikki Kovalainen    | Renault              | 57     | +1 Ronde        | 13          |        |
| 11      | 8      | Rubens Barrichello   | Honda                | 57     | +1 Ronde        | 16          |        |
| 12      | 22     | Takuma Sato          | Super Aguri - Honda  | 57     | +1 Ronde        | 10          |        |
| 13      | 15     | Mark Webber          | Red Bull - Renault   | 57     | +1 Ronde        | 7           |        |
| 14      | 18     | Vitantonio Liuzzi    | Toro Rosso - Ferrari | 57     | +1 Ronde        | 19          |        |
| 15      | 7      | Jenson Button        | Honda                | 57     | +1 Ronde        | 14          |        |
| 16      | 23     | Anthony Davidson     | Super Aguri - Honda  | 56     | +2 Rondes       | 11          |        |
| 17      | 20     | Adrian Sutil         | Spyker - Ferrari     | 56     | +2 Rondes       | 20          |        |
| Ret     | 17     | Alexander Wurz       | Williams - Toyota    | 48     | Botsing         | 15          |        |
| Ret     | 14     | David Coulthard      | Red Bull - Renault   | 48     | Botsing         | 18          |        |
| Ret     | 10     | Robert Kubica        | BMW Sauber           | 36     | Versnellingsbak | 5           |        |
| Ret     | 19     | Scott Speed          | Toro Rosso - Ferrari | 30     | Lekke band      | 17          |        |
| Ret     | 21     | Christijan Albers    | Spyker - Ferrari     | 10     | Ongeluk         | 21          |        |

## Wetenswaardigheden
- Eerste punten: Lewis Hamilton.
- Rondeleiders: Kimi Räikkönen 52 (1-18; 23-42; 45-58), Lewis Hamilton 4 (19-22) en Fernando Alonso 2 (43-44).
- Lewis Hamilton werd de eerste coureur sinds Jacques Villeneuve bij de Grand Prix van Australië 1996 die een podiumplaats scoorde in zijn debuutrace.
- Kimi Räikkönen werd de eerste coureur sinds Nigel Mansell bij de Grand Prix van Brazilië 1989 die zijn debuutrace voor Ferrari won.
- Voor de eerste keer in de geschiedenis van de Formule 1 stonden drie coureurs op het podium die hun debuutrace voor dat team reden.
- Christijan Albers was de eerste uitvaller van de openingsrace,  dit was ook in de voorgaande twee seizoenen het geval  waarmee Albers een twijfelachtig record in handen heeft.

## Standen na de Grand Prix

### Coureurs
| Positie | Nummer | Rijder               | Team             | Punten |
| ------- | ------ | -------------------- | ---------------- | ------ |
| 1       | 6      | Kimi Räikkönen       | Scuderia Ferrari | 10     |
| 2       | 1      | Fernando Alonso      | McLaren          | 8      |
| 3       | 2      | Lewis Hamilton       | McLaren          | 6      |
| 4       | 9      | Nick Heidfeld        | BMW Sauber       | 5      |
| 5       | 3      | Giancarlo Fisichella | Renault          | 4      |

### Constructeurs
| Positie | Nummers | Team             | Rijders                                | Punten |
| ------- | ------- | ---------------- | -------------------------------------- | ------ |
| 1       | 1 2     | McLaren          | Fernando Alonso Lewis Hamilton         | 14     |
| 2       | 5 6     | Scuderia Ferrari | Kimi Räikkönen Felipe Massa            | 13     |
| 3       | 9 10    | BMW Sauber       | Nick Heidfeld Robert Kubica            | 5      |
| 4       | 3 4     | Renault          | Giancarlo Fisichella Heikki Kovalainen | 4      |
| 5       | 16 17   | Williams         | Nico Rosberg Alexander Wurz            | 2      |

## Statistieken
| Snelste ronde | Kimi Räikkönen | Scuderia Ferrari | 1:25.235 |

## Noot
- Dit was het debuut van de Britse coureur (en toekomstig wereldkampioen) Lewis Hamilton, de Finse coureur (en toekomstig Grand Prix-winnaar) Heikki Kovalainen en de Duitse coureur Adrian Sutil.
- Eerste rondes als raceleider en eerste podiumplaats voor Lewis Hamilton.
- Tiende Grand Prix-winst voor Kimi Räikkönen.

1949 · 1985 · 1986 · 1987 · 1988 · 1989 · 1990 · 1991 · 1992 · 1993 · 1994 · 1995 · 1996 · 1997 · 1998 · 1999 · 2000 · 2001 · 2002 · 2003 · 2004 · 2005 · 2006 · 2007 · 2008 · 2009 · 2010 · 2011 · 2012 · 2013 · 2014 · 2015 · 2016 · 2017 · 2018 · 2019 · 2020 · 2021 · 2022 · 2023 · 2024 · 2025